# Gouvernement de la République démocratique allemande
Le conseil des ministres (en allemand : Ministerrat der Deutschen Demokratischen Republik) est le gouvernement de la République démocratique allemande (RDA) entre octobre 1949 et octobre 1990.
Dirigé par le président du conseil des ministres, il comprend des vice-présidents du conseil, des ministres et des membres ayant rang de ministre. Comme la Constitution reconnaît au Parti socialiste unifié d'Allemagne (SED) un rôle déterminant dans la direction des affaires de l'État, le gouvernement est-allemand ne constitue pas l'autorité politique suprême du pays.
Il siège à Berlin-Est tout au long de son existence, établissant ses bureaux dans le Altes Stadthaus à partir de 1955.
Il disparaît le 3 octobre 1990, date de la réunification allemande.

## Structure

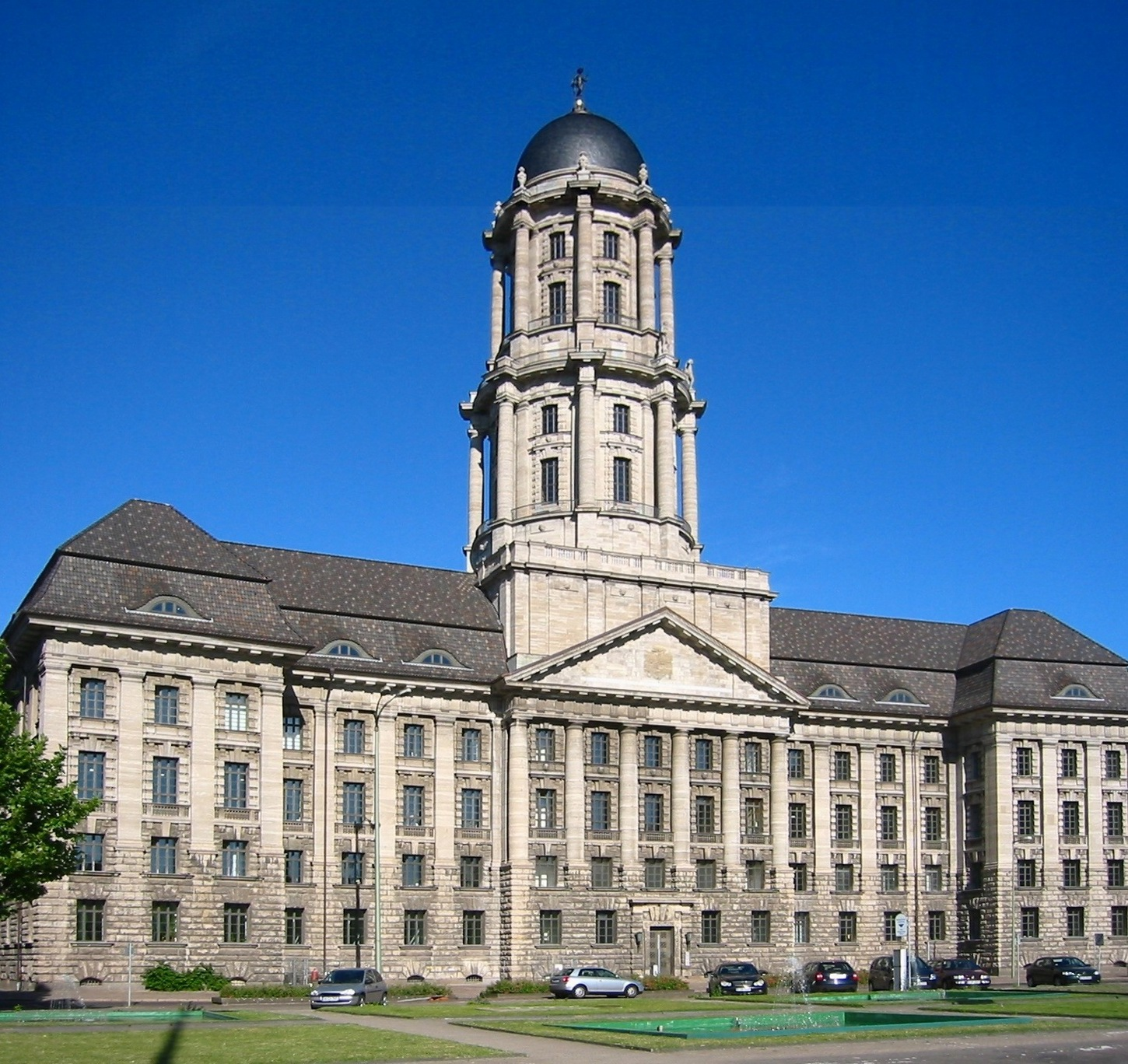
Entre 1955 et 1990, le gouvernement de la RDA siège au Altes Stadthaus, à Berlin-Est.

### Formelle
Le gouvernement est-allemand est dirigé par le président du conseil des ministres (en allemand : Vorsitzende des Ministerrates). Il est assisté de deux premiers vice-présidents et de neuf vice-présidents. Avec quelques ministres-clé, ils forment le præsidium (Präsidium) du conseil des ministres. Le præsidium est l'organe de travail quotidien de l'exécutif, entre les réunions hebdomadaires du gouvernement qui se tiennent le mercredi afin de mettre en œuvre les décisions approuvées la veille par le bureau politique du Parti socialiste unifié d'Allemagne (SED).
Siègent également au sein du conseil des ministres le président de la Commission de planification de l'État, le président de la Banque d'État de la RDA et plusieurs secrétaires d'État. L'intégralité des membres du gouvernement est élu par la Chambre du peuple (Volkskammer) pour cinq ans.

#### Organes rattachés
Le cabinet du conseil (Büro des Ministerrates) publie le Journal officiel (Gesetzblatt der Deutschen Demokratischen Republik).
Le gouvernement est assisté du bureau de presse (Presseamt), qui fait part des annonces officielles du gouvernement et est responsable de l'accréditation des journalistes étrangers en Allemagne de l'Est.

### Dépendance au SED
Dans la structure du pouvoir de la République démocratique allemande, le gouvernement n'est pas une autorité suprême mais une institution subordonnée au SED, dont il applique les décisions et exécute les projets de loi que le parti fait adopter par la Chambre du peuple. La véritable instance décisionnelle d'Allemagne de l'Est est effectivement le bureau politique du comité central (ZK) du SED.
À partir de juin 1950, le comité central divise son travail en départements spécialisés qui correspondent aux ministères du gouvernement. Ainsi, le præsidium préparait toutes les décisions gouvernementales en coordination avec les départements du ZK ainsi que le bureau politique. Le secrétaire du SED et les directeurs de départements peuvent donc donner des instructions aux ministres.

## Gouvernements
- Gouvernement provisoire de la RDA de 1949-1950
- Gouvernement de la RDA de 1950-1954
- Gouvernement de la RDA de 1954-1958
- Gouvernement de la RDA de 1958-1963
- Gouvernement de la RDA de 1963-1967
- Gouvernement de la RDA de 1967-1971
- Gouvernement de la RDA de 1971-1976
- Gouvernement de la RDA de 1976-1981
- Gouvernement de la RDA de 1981-1986
- Gouvernement de la RDA de 1986-1989
- Cabinet Modrow
- Cabinet de Maizière

## Ministères

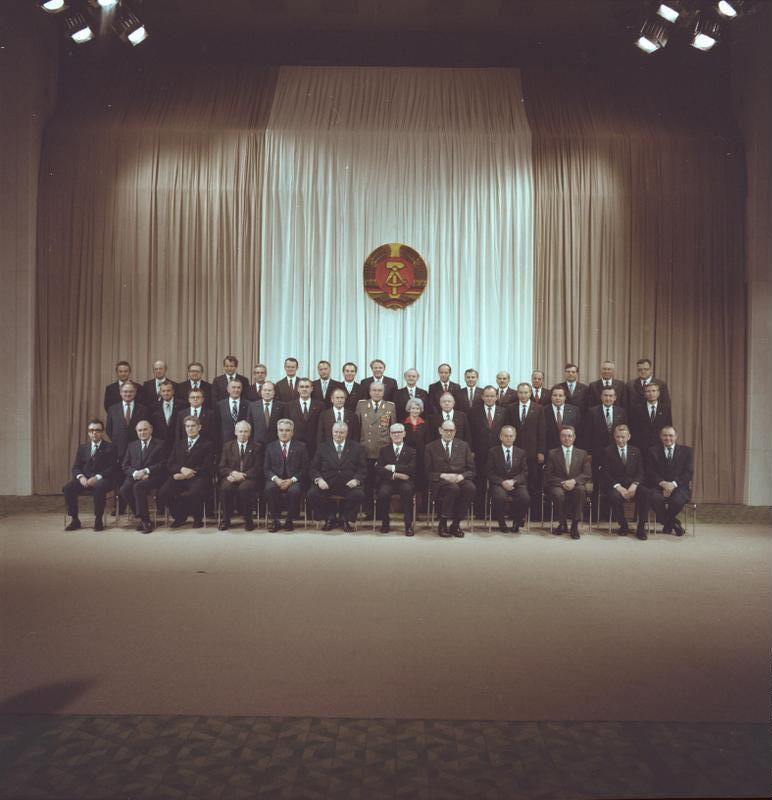
Photographie officielle du gouvernement de la RDA, en juin 1981.

### Ministère de la Défense nationale
Le ministère de la Défense nationale (Ministerium für Nationale Verteidigung) est le ministère chargé de l'organisation et de la préparation de la défense militaire en RDA.
| Nom                 | Début du mandat | Fin du mandat |
| ------------------- | --------------- | ------------- |
| 1. Willi Stoph      | 1956            | 1960          |
| 2. Heinz Hoffmann   | 1960            | 1985          |
| 3. Heinz Keßler     | 1985            | 1989          |
| 4. Theodor Hoffmann | 1989            | 1990          |
| 5. Rainer Eppelmann | 1990            | 1990          |

### Ministère des Affaires étrangères
Le ministère des Affaires étrangères (Ministerium für Auswärtige Angelegenheiten der Deutschen Demokratischen Republik), est le ministère chargé de la politique étrangère et du bon fonctionnement du système diplomatique en RDA.
| Nom                   | Début du mandat | Fin du mandat |
| --------------------- | --------------- | ------------- |
| 1. Georg Dertinger    | 1949            | 1953          |
| 2. Anton Ackermann    | 1953            | 1953          |
| 3. Lothar Bolz        | 1953            | 1965          |
| 4. Otto Winzer        | 1965            | 1975          |
| 5. Oskar Fischer      | 1975            | 1990          |
| 6. Markus Meckel      | 1990            | 1990          |
| 7. Lothar de Maizière | 1990            | 1990          |

### Ministère de la Sécurité d'État
Le ministère de la Sécurité d’État (Ministerium für Staatssicherheit, MfS), dit la « Stasi », est le service de police politique, de renseignements, d'espionnage et de contre-espionnage de la RDA. Il est créé le 8 février 1950. La Stasi était souvent désignée par l'expression « bouclier et épée du parti » (Schild und Schwert der Partei) par la propagande du régime.
| Nom                   | Début du mandat | Fin du mandat |
| --------------------- | --------------- | ------------- |
| 1. Wilhelm Zaisser    | 1950            | 1953          |
| 2. Ernst Wollweber    | 1953            | 1957          |
| 3. Erich Mielke       | 1957            | 1989          |
| 4. Wolfgang Schwanitz | 1989            | 1989          |

### Ministère de l'Intérieur
Le ministère de l'Intérieur (Ministerium des Innern) est le ministère chargé du maintien de l’ordre public et de l’administration du territoire en RDA. Il gère la police du peuple (Volkspolizei) et les groupes de combat (Kampfgruppen). 
| Nom                      | Début du mandat | Fin du mandat |
| ------------------------ | --------------- | ------------- |
| 1. Karl Steinhoff        | 1949            | 1952          |
| 2. Karl Maron            | 1955            | 1962          |
| 3. Friedrich Dickel      | 1969            | 1989          |
| 4. Lothar Ahrendt        | 1989            | 1989          |
| 5. Peter-Michael Diestel | 1990            | 1990          |

### Ministère des Finances
Le ministère des Finances (Ministerium für Finanzen) est le ministère chargé de la politique financière et économique en RDA.
| Nom                 | Début du mandat | Fin du mandat |
| ------------------- | --------------- | ------------- |
| 1. Hans Loch        | 1949            | 1955          |
| 2. Willy Rumpf      | 1955            | 1966          |
| 3. Siegfried Böhm   | 1966            | 1980          |
| 4. Werner Schmieder | 1980            | 1981          |
| 5. Ernst Höfner     | 1981            | 1989          |
| 6. Uta Nickel       | 1989            | 1990          |
| 7. Walter Romberg   | 1990            | 1990          |
| 8. Werner Skowron   | 1990            | 1990          |

### Ministère des Transports
Le ministère des Transports (Ministerium für Verkehrswesen) est le ministère chargé de l'organisation des transports en RDA.
| Nom                | Début du mandat | Fin du mandat |
| ------------------ | --------------- | ------------- |
| 1. Hans Reingruber | 1949            | 1953          |
| 2. Erwin Kramer    | 1954            | 1970          |
| 3. Otto Arndt      | 1970            | 1989          |
| 4. Heinrich Scholz | 1989            | 1990          |
| 5. Herbert Keddi   | 1990            | 1990          |
| 6. Horst Gibtner   | 1990            | 1990          |

### Ministère des Postes et des Télécommunications
Le ministère des Postes et des Télécommunications (Ministerium für Post- und Fernmeldewesen der DDR), est le ministère chargé des Postes et du bon fonctionnement des télécommunications en RDA.
| Nom                     | Début du mandat | Fin du mandat |
| ----------------------- | --------------- | ------------- |
| 1. Friedrich Burmeister | 1949            | 1963          |
| 2. Rudolph Schulze      | 1963            | 1989          |
| 3. Klaus Wolf           | 1989            | 1990          |
| 4. Emil Schnell         | 1990            | 1990          |

### Ministère de la Culture
Le ministère de la Culture (Ministerium für Kultur) est le ministère chargé de la politique culturelle en RDA.
| Nom                      | Début du mandat | Fin du mandat |
| ------------------------ | --------------- | ------------- |
| 1. Johannes R. Becher    | 1954            | 1958          |
| 2. Alexander Abusch      | 1958            | 1961          |
| 3. Hans Bentzien         | 1961            | 1965          |
| 4. Klaus Gysi            | 1966            | 1973          |
| 5. Hans-Joachim Hoffmann | 1973            | 1989          |
| 6. Dietmar Keller        | 1989            | 1990          |
| 7. Herbert Schirmer      | 1990            | 1990          |

### Ministère de l'Éducation
Le ministère de l'Éducation (Ministerium für Volksbildung), est le ministère chargé de l'Éducation et du bon fonctionnement du système scolaire en RDA.
| Nom                  | Début du mandat | Fin du mandat |
| -------------------- | --------------- | ------------- |
| 1. Paul Wandel       | 1949            | 1952          |
| 2. Elisabeth Zaisser | 1952            | 1954          |
| 3. Fritz Lange       | 1954            | 1958          |
| 4. Alfred Lemmnitz   | 1958            | 1963          |
| 5. Margot Honecker   | 1963            | 1989          |
| 6. Helga Labs        | 1989            | 1989          |
| 7. Hans-Heinz Emons  | 1989            | 1990          |

### Ministère de l'Enseignement supérieur et technique
Le ministère de l'Enseignement supérieur et technique (Ministerium für Hoch- und Fachschulwesen) est le ministère chargé de l'organisation de l'enseignement supérieur et technique en RDA.
| Nom                       | Début du mandat | Fin du mandat |
| ------------------------- | --------------- | ------------- |
| 1. Ernst-Joachim Gießmann | 1967            | 1970          |
| 2. Hans-Joachim Böhme     | 1970            | 1989          |

### Ministère de la Science et de la Technologie
Le ministère des Sciences et des Technologies (Ministerium für Wissenschaft und Technik) est le ministère chargé de la politique scientifique et technologique en RDA.
| Nom                  | Début du mandat | Fin du mandat |
| -------------------- | --------------- | ------------- |
| 1. Herbert Weiz      | 1974            | 1989          |
| 2. Peter-Klaus Budig | 1989            | 1990          |

### Ministère de la Santé
Le ministère de la Santé (Ministerium für Gesundheitswesen, et Ministerium für Arbeit und Gesundheitswesen), est le ministère chargé de la santé publique en RDA.
| Nom                  | Début du mandat | Fin du mandat |
| -------------------- | --------------- | ------------- |
| 1. Luitpold Steidle  | 1949            | 1958          |
| 2. Max Sefrin        | 1958            | 1971          |
| 3. Ludwig Mecklinger | 1971            | 1988          |
| 4. Klaus Thielmann   | 1989            | 1990          |
| 5. Jürgen Kleditzsch | 1990            | 1990          |

### Ministère de la Protection de l'environnement
Le ministère de la Protection de l'environnement et de la gestion de l'eau (Ministerium für Umweltschutz und Wasserwirtschaft, et Ministerium für Umwelt- und Naturschutz, Reaktorsicherheit und Energie jusqu'en 1990), est le ministère chargé de la protection des espaces naturels et de la mise en valeur des ressources hydrauliques en RDA.
| Nom                  | Début du mandat | Fin du mandat |
| -------------------- | --------------- | ------------- |
| 1. Werner Titel      | 1971            |               |
| 2. Hans Reichelt     | 1972            | 1990          |
| 3. Peter Diederich   | 1990            |               |
| 4. Karl H. Steinberg | 1990            |               |

### Ministère de la Justice
Le ministère de la Justice (Justizministerium), est le ministère chargé de la Justice et du Droit et du bon fonctionnement du système judiciaire en RDA.
| Nom                       | Début du mandat | Fin du mandat |
| ------------------------- | --------------- | ------------- |
| 1. Max Fechner            | 1949            | 1953          |
| 2. Hilde Benjamin         | 1953            | 1967          |
| 3. Kurt Wünsche           | 1967            | 1972          |
| 4. Hans-Joachim Heusinger | 1972            | 1990          |
| 5. Kurt Wünsche           | 1990            | 1990          |
| 6. Manfred Walther        | 1990            | 1990          |

### Autres ministères et responsabilités
- Ministre et président de l'Inspection des ouvriers et des agriculteurs
- Président de la commission de Planification d'État
- Directeur des services de Presse
- Secrétaire d'État aux Affaires religieuses

### Nouveaux ministères en 1990
| Ministère                                                                          | Nom (Parti)                     | Mandat                           | Cabinet             |
| ---------------------------------------------------------------------------------- | ------------------------------- | -------------------------------- | ------------------- |
| Économie à partir de 1989                                                          | Christa Luft (SED/PDS)          | 1989-1990                        | Cabinet Modrow      |
| Économie à partir de 1989                                                          | Gerhard Pohl (CDU)              | 1990                             | Cabinet de Maizière |
| Économie à partir de 1989                                                          | Gunter Halm (BFD) kommissarisch | 1990                             | Cabinet de Maizière |
| Tourisme à partir de 1989                                                          | Bruno Benthien (LDPD)           | 1989-1990                        | Cabinet Modrow      |
| Travail et Salaires à partir de 1989 Travail et Affaires sociales à partir de 1990 | Hannelore Mensch (SED/PDS)      | 1989-1990                        | Cabinet Modrow      |
| Travail et Salaires à partir de 1989 Travail et Affaires sociales à partir de 1990 | Regine Hildebrandt (SDP)        | à partir d'avril 1990            | Cabinet de Maizière |
| Travail et Salaires à partir de 1989 Travail et Affaires sociales à partir de 1990 | Jürgen Kleditzsch (CDU)         | à partir d'août 1990 commissaire | Cabinet de Maizière |
| Famille et Femmes à partir de mars 1990                                            | Christa Schmidt (CDU)           | 1990                             | Cabinet de Maizière |
| Questions religieuses à partir de 1989                                             | Lothar de Maizière (CDU)        | jusqu'à mars 1990                | Cabinet Modrow      |
| Éducation et Sciences                                                              | Hans-Joachim Meyer (CDU)        | 1990                             | Cabinet de Maizière |